# Saint-Romain-sur-Gironde
Saint-Romain-sur-Gironde is een plaats en voormalige gemeente in het Franse departement Charente-Maritime (regio Nouvelle-Aquitaine) en telt 50 inwoners (2009). De plaats maakt deel uit van het arrondissement Saintes.

## Geschiedenis
Op 1 januari 2018 is de gemeente opgegaan in de aangrenzende gemeente Floirac.

## Geografie
De oppervlakte van Saint-Romain-sur-Gironde bedraagt 3,1 km², de bevolkingsdichtheid is dus 16,1 inwoners per km².
De onderstaande kaart toont de ligging van Saint-Romain-sur-Gironde met de belangrijkste infrastructuur en aangrenzende gemeenten.

## Demografie
Onderstaande figuur toont het verloop van het inwonertal.